# Kalvskäret, Pedersöre
Kalvskäret är en ö i Finland. Den ligger i sjön Larsmosjön och i kommunen Pedersöre i den ekonomiska regionen  Jakobstadsregionen  och landskapet Österbotten, i den centrala delen av landet, 400 km norr om huvudstaden Helsingfors. Öns största längd är 1,2 kilometer i nord-sydlig riktning. Arean är 0,41 kvadratkilometer.
Terrängen på Kalvskäret är mycket platt. Den sträcker sig 1,1 kilometer i nord-sydlig riktning, och 0,8 kilometer i öst-västlig riktning.  I omgivningarna runt Kalvskäret växer i huvudsak blandskog.